# Clarion-szigeti ökörszem
A Clarion-szigeti ökörszem (Troglodytes tanneri) a madarak osztályának verébalakúak (Passeriformes) rendjébe és az ökörszemfélék (Troglodytidae) családjába tartozó faj.

## Rendszerezése
A fajt John Kirk Townsend amerikai ornitológus írta le 1868-ban.

## Előfordulása
Mexikó csendes-óceáni partvidéke mellett található Revillagigedo-szigetek egyik tagján Clarion-szigetén honos. Természetes élőhelyei a szubtrópusi és trópusi száraz cserjések és vidéki kertek. Állandó, nem vonuló faj.

## Megjelenése
Testhossza 14 centiméter.

## Természetvédelmi helyzete
Az elterjedési területe nagyon kicsi, egyedszáma 340-400 példány közötti és viszont stabil. A Természetvédelmi Világszövetség Vörös listáján sebezhető fajként szerepel.